# 令和コスタ行橋駅
令和コスタ行橋駅（れいわコスタゆくはしえき）は、福岡県行橋市西泉六丁目にある平成筑豊鉄道田川線の駅である。駅番号はHC30。

## 概要
駅名は、隣接する複合商業施設の名称である「コスタ行橋」に、令和改元以降の日本において初めて開業する鉄道駅であり、「新しい時代もお客さまに愛される鉄道、駅をつくる」という想いを込め「令和」を冠した。
当初は2018年度の開業を予定していたが、平成30年7月豪雨による災害で開業が延期となっていた。その結果、令和への改元以降における初の新駅開業となり、「令和」が駅名に使用される初の駅となる。
駅舎はドーンデザイン研究所の水戸岡鋭治による設計。待合室、ホームの床及び壁の一部には、筑豊地区木材協同組合より資材提供を受けた筑豊杉を用い、出入口スロープの手すりには京築ヒノキを使用するなど、福岡県産の木材を使った駅舎が建設された。

## 歴史
- 2019年（令和元年）8月24日：開業[2][3]。

## 駅構造

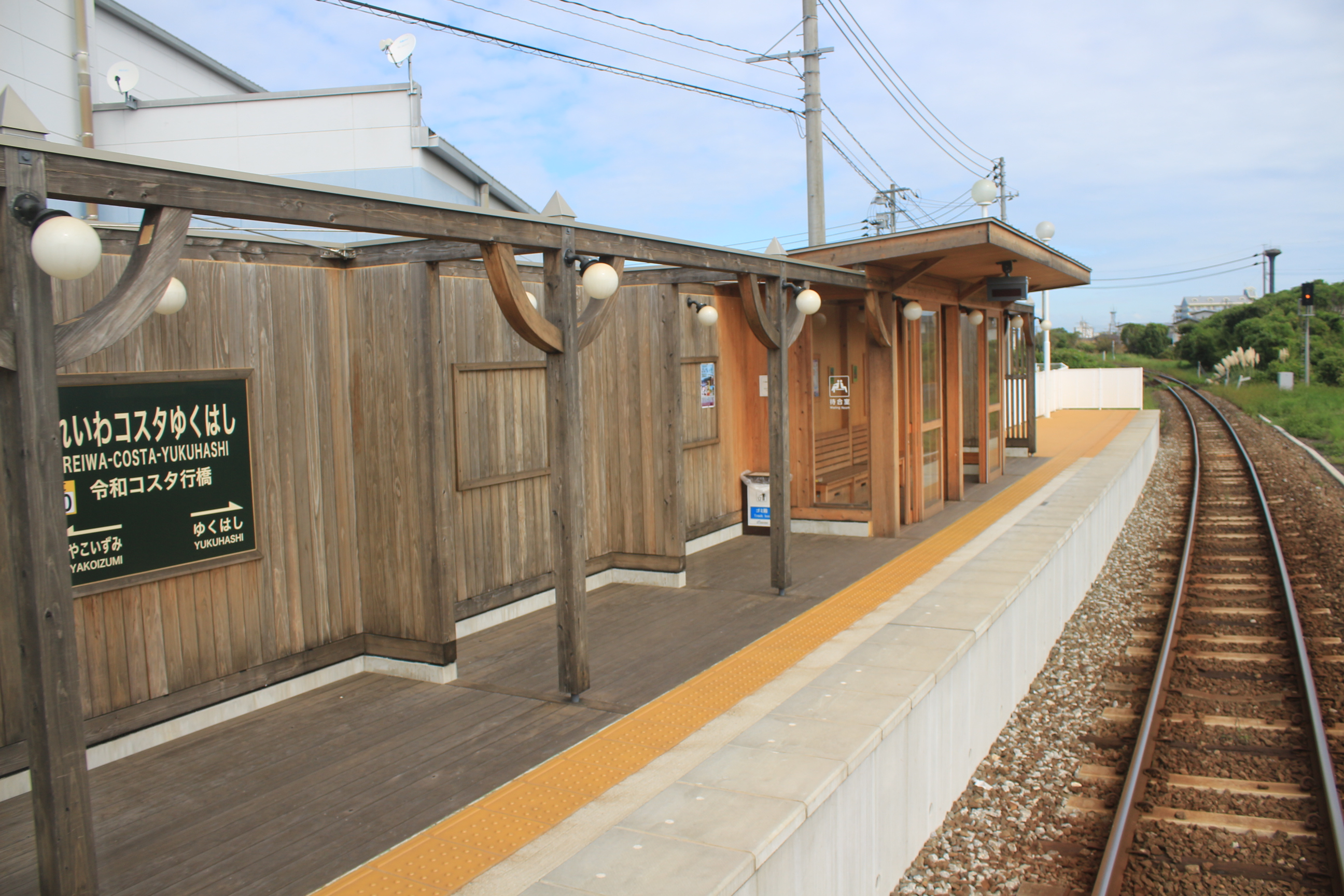
ホームおよび待合室

- 単式ホーム1面1線の棒線の地上駅。無人駅で駅舎はない。外部とはスロープで結ばれ、バリアフリー対応である。

## 駅周辺
- コスタ行橋[2][3]
  - ドン・キホーテ コスタ行橋店
- ゆめタウン行橋
- 福岡県立行橋高等学校
- 福岡県立京都高等学校
- 行橋市立泉小学校
- 福富郵便局
- 福岡県農業総合試験場豊前分場
- 安川電機行橋工場
- 創価学会行橋記念会館
- 九州旅客鉄道南行橋駅
- 国道496号
- 行橋みやこ大橋
- 今川
- 行橋厚生病院

## 隣の駅
平成筑豊鉄道
■田川線
行橋駅 (HC31)  - 令和コスタ行橋駅 (HC30)  - 美夜古泉駅 (HC29)